# Taiping (Maleisië)
Taiping is een stad en gemeente (majlis perbandaran; municipal council) in de Maleisische deelstaat Perak.
De gemeente telt 245.000 inwoners.
Het is de tweede stad in Perak na Ipoh, de deelstaat hoofdstad. Taiping was de hoofdstad van 1876 tot 1937.
Taiping wordt ook wel de natste stad van het schiereiland Maleisië genoemd. De gemiddelde jaarlijkse regenval is ongeveer 4000 mm, terwijl het gemiddelde voor het schiereiland 2000 mm is.

## Indeling
Taiping bestaat uit de volgende plaatsen/wijken/voorsteden:
- Kamunting
- Aulong
- Pokok Assam
- Air Kuning
- Changkat Jering
- Simpang
- Kampung Jelutong
- Kampung Cheh
- Kampung Pauh
- Kampung Dew
- Changkat Ibol
- Bukit Gantang
- Rancangan Perkampungan tersusun Kpg Ulu Tupai
- Tupai Industrial Area
- Green House Area
- Assam Kumbang
- Bukit Jana
- Kampung Boyan
- Larut Tin
- Klian Pauh
- Taiping Heights
- Ayer Putih
- Kampung Pinang